# Lista monumentelor istorice din județul Cluj - U

Simbol utilizat pentru monumentele istorice

Lista monumentelor istorice din județul Cluj - U cuprinde monumentele istorice înscrise în Patrimoniul cultural național al României și aflate în localități din județul Cluj al căror nume începe cu litera U. 
Lista completă este menținută și actualizată periodic de către Ministerul Culturii, Cultelor și Patrimoniului Național din România, prin intermediul Institutului Național al Patrimoniului, ultima versiune datând din 2015. Această listă cuprinde și actualizările ulterioare, realizate prin ordin al ministrului culturii.
Puteți căuta un monument din județul Cluj folosind formularul de mai jos sau puteți naviga prin toate monumentele din județ la lista monumentelor istorice din județul Cluj.
| Cod LMI                              | Denumire                                              | Localitate                  | Localizare                              | Datare, Creatori         | Imagine               | Erori             |
| ------------------------------------ | ----------------------------------------------------- | --------------------------- | --------------------------------------- | ------------------------ | --------------------- | ----------------- |
| CJ-I-m-B-07218 (RAN: 59899.01)       | Ruinele cetății Unguraș                               | sat Unguraș; comuna Unguraș | „Dealul cetății” 47.10352°N 24.09223°E  | sec. XIV - XVI           |                       | Raportează eroare |
| CJ-I-s-B-07219 (RAN: 56764.01)       | Situl arheologic de la Urișor, punct „Stația Electro” | sat Urișor; comuna Cășeiu   | „Stația Electro”                        |                          | Încarcă foto \| video | Raportează eroare |
| CJ-I-m-B-07219.01 (RAN: 56764.01.03) | Așezare                                               | sat Urișor; comuna Cășeiu   | „Stația Electro” 47.16539°N 23.861°E    | Epoca medievală timpurie | Încarcă foto \| video | Raportează eroare |
| CJ-I-m-B-07219.02 (RAN: 56764.01.02) | Așezare                                               | sat Urișor; comuna Cășeiu   | „Stația Electro” 47.16539°N 23.861°E    | Epoca romană             | Încarcă foto \| video | Raportează eroare |
| CJ-I-m-B-07219.03 (RAN: 56764.01.01) | Așezare                                               | sat Urișor; comuna Cășeiu   | „Stația Electro” 47.16539°N 23.861°E    | Epoca bronzului          | Încarcă foto \| video | Raportează eroare |
| CJ-I-s-B-07220 (RAN: 56764.02)       | Așezare                                               | sat Urișor; comuna Cășeiu   | „Dealul lui Bela” 47.16278°N 23.87749°E | Epoca romană             | Încarcă foto \| video | Raportează eroare |
| CJ-I-s-B-07221 (RAN: 56764.03)       | Așezare                                               | sat Urișor; comuna Cășeiu   | „La Biserică” 47.16544°N 23.87132°E     | sec. XIII-XIV            | Încarcă foto \| video | Raportează eroare |
| CJ-II-m-B-07804 (RAN: 59899.02)      | Biserica reformată                                    | sat Unguraș; comuna Unguraș | 354                                     | sec. XIV                 | Alte imagini          | Raportează eroare |